# Czoło (polana)
Czoło, Czoło Turbacza – podszczytowa polana na Czole Turbacza w Gorcach, na obszarze Gorczańskiego Parku Narodowego. Jest to wąski, trawiasty pas na jego zachodnim grzbiecie, Na mapie Geoportalu opisane są tu dwie polany: Czoło i Szyja.
Polana położona jest na wysokości 1140–1258 m n.p.m. Niegdyś miała powierzchnię 10,26 ha. Wypasu i koszenia zaniechano tutaj po II wojnie światowej. Od tego czasu w wyniku naturalnego procesu sukcesji ekologicznej polana stopniowo zarasta, najpierw borówczyskami, później zaś lasem. Obecnie już w większości porośnięta jest młodym lasem świerkowym. Na niezarośniętych jeszcze miejscach występują liczne gatunki roślin, dla których polany są jedynym siedliskiem, m.in. jest to jastrzębiec alpejski i pięciornik złoty. Na wiosnę zakwitają na polanie krokusy. Z rzadkich w Karpatach gatunków roślin stwierdzono występowanie turzycy dwupiennej.
Od południowej strony na szczycie Czoła Turbacza występuje charakterystyczna skalna grzęda gruboławicowych zlepieńców. Tworzy ona próg, nazywany Diabelskim Kamieniem o wysokości ok. 1,7 m i długości 5 m. Wykuty na niej napis jest różnie interpretowany. W powieści „W roztokach” Władysław Orkan odczytał go jako „Koldras Lacki” i powiązał z legendą o ukrytych pod skałami skarbach, Kazimierz Sosnowski przypisał autorstwo napisu konfederatom barskim, a W. Milewski tutejszym zbójnikom. Wmurowana w 2001 r. w kamień tablica upamiętnia zmarłych ratowników GOPR.

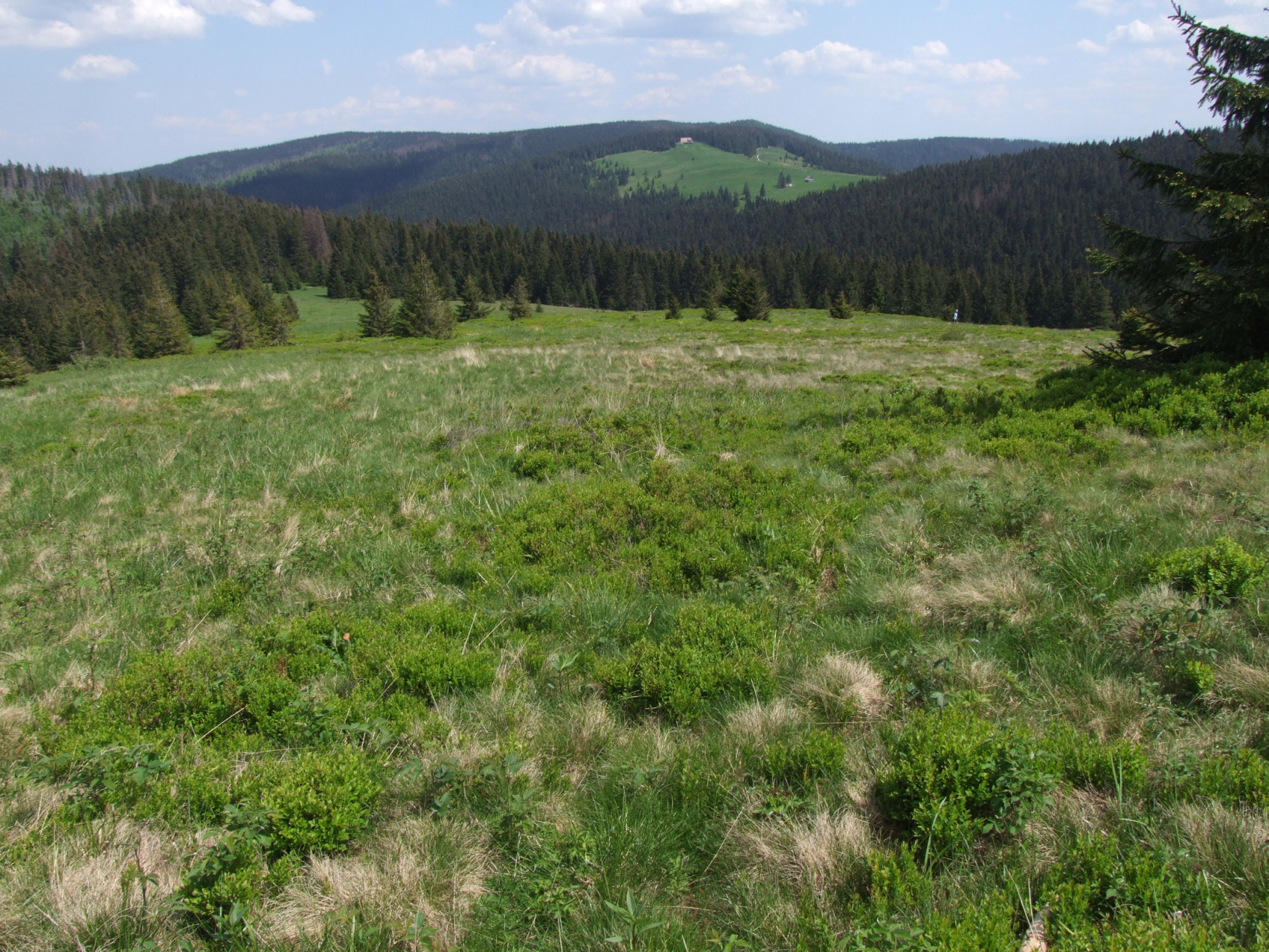
Widok na Polanę Wzorową

Z polany z kilku miejsc roztaczają się rozległe widoki na Pasmo Babiogórskie, Beskid Wyspowy oraz pobliskie szczyty Gorców: Kudłoń, leżącą poniżej Mostownicę, polanę Wzorową i wznoszącą się powyżej niej Jaworzynę Kamienicką, oraz szczyt Turbacza ze Schroniskiem PTTK. Od wschodniej strony polana sąsiaduje z dużą Halą Turbacz. Zamontowana przez GPN tablica informacyjna zawiera panoramę z opisem szczytów.
Polana należy do Koninek (obecnie jest to część wsi Poręba Wielka w województwie małopolskim, w powiecie limanowskim, w gminie Niedźwiedź).

## Szlaki turystyczne
Hucisko (parking) – Suchy Groń – Średnie – Czoło Turbacza – Turbacz. Suma podejść ok. 650 m, czas przejścia około 2 godz. 30 min, ↓ 2 godz.
 Niedźwiedź – Orkanówka – Łąki – Turbaczyk – Spalone – Kopieniec – Czoło Turbacza – Turbacz.